# Кеттлерсвілл (Огайо)
Кеттлерсвілл (англ. Kettlersville) — селище (англ. village) в США, в окрузі Шелбі штату Огайо. Населення — 164 особи (2020).

## Географія
Кеттлерсвілл розташований за координатами 40°26′19″ пн. ш. 84°15′40″ зх. д. / 40.43861° пн. ш. 84.26111° зх. д. (40.438750, -84.261139).  За даними Бюро перепису населення США в 2010 році селище мало площу 2,66 км², з яких 2,65 км² — суходіл та 0,01 км² — водойми.

## Демографія
Згідно з переписом 2010 року, у селищі мешкало 179 осіб у 68 домогосподарствах у складі 48 родин. Густота населення становила 67 осіб/км².  Було 71 помешкання (27/км²).
Расовий склад населення:
| - 98,9 % — білих - 1,1 % — вихідців з тихоокеанських островів |

До двох чи більше рас належало 0,0 %. Частка іспаномовних становила 2,2 % від усіх жителів.
За віковим діапазоном населення розподілялося таким чином: 30,2 % — особи молодші 18 років, 57,0 % — особи у віці 18—64 років, 12,8 % — особи у віці 65 років та старші. Медіана віку мешканця становила 30,8 року. На 100 осіб жіночої статі у селищі припадало 115,7 чоловіків;  на 100 жінок у віці від 18 років та старших — 119,3 чоловіків також старших 18 років.
Середній дохід на одне домашнє господарство  становив 60 827 доларів США (медіана — 67 500), а середній дохід на одну сім'ю — 61 113 долари (медіана — 66 875). За межею бідності перебувало 16,1 % осіб, у тому числі 32,1 % дітей у віці до 18 років та 0,0 % осіб у віці 65 років та старших.
Цивільне працевлаштоване населення становило 89 осіб. Основні галузі зайнятості: виробництво — 22,5 %, освіта, охорона здоров'я та соціальна допомога — 22,5 %, мистецтво, розваги та відпочинок — 15,7 %.